# Chuck Panozzo
Chuck Panozzo (geboren als Charles Salvatore Panozzo, Chicago, 20 september 1948) is een Amerikaans muzikant. Panozzo speelt voornamelijk basgitaar. Hij was lid en medeoprichter van de band Styx.

## Levensloop
In 1964 begon hij een schoolbandje (Tradewinds) met zijn tweelingbroer John Panozzo en in 1964 voegde Dennis DeYoung zich bij hen. Het duurde tot 1972 voordat Styx opgericht werd toen James Young en John Curulewski bij de band kwamen.
In 1991 werd bij hem geconstateerd dat hij hiv-positief was. Sindsdien toert hij alleen nog mee voor zover zijn gezondheid het toelaat. Daarnaast is hij activist voor homorechten. Na het overlijden in juli 1996 van zijn broer John aan een leverziekte verliet Chuck voor korte tijd de band, maar ging al snel weer op tournee met de band.
In 2007 verscheen zijn autobiografie The Grand Illusion: Love, Lies, and My Life With Styx.